# Agonopterix thurneri
Agonopterix thurneri is een vlinder uit de familie grasmineermotten (Elachistidae). De wetenschappelijke naam is voor het eerst geldig gepubliceerd in 1941 door Rebel.
De soort komt voor in Europa.